# Бернгард Гштрайн
Бернгард Ґштрайн  (нім. Bernhard Gstrein, 19 вересня 1965) — австрійський гірськолижник, олімпійський медаліст.

## Виступи на Олімпіадах
| Олімпіада        | Дисципліна              | Місце  |
| ---------------- | ----------------------- | ------ |
| Калгарі 1988     | слалом                  | 4      |
| Калгарі 1988     | гірськолижна комбінація | 2      |
| Альбервіль 1992  | слалом                  | 15     |
| Ліллехаммер 1994 | гігантський слалом      | 8      |
| Ліллехаммер 1994 | слалом                  | участь |